# Cryptanthus capitatus
Cryptanthus capitatus é uma espécie de  planta do grupo Cryptanthus, da família das bromélias.

## Taxonomia
A espécie foi decrita em 1994 por Elton Martinez Carvalho Leme, tendo o espécime tipo sendo coletado em 1987.

## Forma de vida
É uma espécie terrícola e herbácea.

## Conservação
A espécie faz parte da Lista Vermelha das espécies ameaçadas do estado do Espírito Santo, no sudeste do Brasil.

## Distribuição
A espécie é endêmica do Brasil e encontrada nos estados brasileiros de Espírito Santo
A espécie é encontrada no domínio fitogeográfico de Mata Atlântica, em regiões com vegetação de floresta ombrófila pluvial.